# ایرل پارک (ایندیانا)
ایرل پارک (به انگلیسی: Earl Park) یک شهر در ایالات متحده آمریکا است که در شهرستان بنتون، ایندیانا واقع شده‌است. ایرل پارک ۲٫۴۴ کیلومتر مربع مساحت و ۳۴۸ نفر جمعیت دارد و ۲۴۶ متر بالاتر از سطح دریا واقع شده‌است.